# Dasylirion texanum
Dasylirion texanum ist eine Pflanzenart der Gattung Dasylirion in der Familie der Spargelgewächse (Asparagaceae). Das Artepitheton texanum bedeutet ‚(lat. texanus) texanisch‘. Ein englischer Trivialname ist „Texas Sotol“.

## Beschreibung
Dasylirion texanum bildet einen kurzen Stamm bis 50 cm Höhe. Die variablen, manchmal gedrehten, grünen, gezähnten Laubblätter sind 70 bis 130 cm lang und 8 bis 14 mm breit. Die unregelmäßig angeordneten Randdornen sind nach oben gerichtet.
Der rispige, schmale Blütenstand wird 2 bis 4 m hoch. Die zahlreichen Blüten sind cremefarben bis weiß. Die Blühperiode reicht von Mai bis August.
Die elliptischen bis eiförmigen, braunen Kapselfrüchte enthalten einen Samen und sind 5 bis 6 mm lang und 4 bis 5 mm breit. Die dreikantigen Samen sind 1 bis 2,5 mm lang und breit.

## Verbreitung und Systematik
Dasylirion texanum ist in Mexiko im nördlichen Teil des Bundesstaats Coahuila sowie in den USA im südlichen und mittleren Texas in Höhen von 600 bis 1800 m verbreitet. Es wächst an steinigen Hängen und in offenem Grasland, vergesellschaftet mit Yucca treculiana, Yucca rupicola, Yucca x keithii Yucca elata x Yucca constricta Hybride, Nolina lindheimeriana, Nolina texana und verschiedenen Opuntia-Arten.
Die Erstbeschreibung erfolgte 1850 durch Adolf Scheele. Ein Synonym ist Dasylirion texanum var. aberrans Trel.
Dasylirion texanum ist ein Mitglied der Sektion Dasylirion. Typisch sind die nach oben gebogenen, variablen Randdornen im Gegensatz zu dem nahe verwandten Dasylirion leiophyllum, welches nach unten gerichtete Randdornen aufweist und insgesamt größer ist. In den Überlappungsgebieten existieren Zwischenformen der beiden Arten.
Dasylirion texanum ist frosthart bis minus 15 °C.

## Nachweise